# Dinocerata
Los  dinocerados o dinoceratos (Dinocerata, gr. "cuernos terribles") son un orden extinto de mamíferos placentarios herbívoros que vivieron durante el Paleoceno y el Eoceno, y que incluye tres familias conocidas y varios géneros. Estos animales eran parecidos a los perisodáctilos, tanto en el tamaño como en la forma, con quienes conforman el clado Mesaxonia de eungulados o ungulados laurasiaterios.
Estos animales vivieron en lo que actualmente es el oeste de Norteamérica y el noreste de Asia desde Mongolia. Se extinguieron hace unos 37 millones de años sin dejar descendencia, a causa del cambio climático y de la competencia de perisodáctilos más avanzados procedentes de Asia, como los brontoterios y los rinocerontes.
La palabra dinocerados hace referencia a las protuberancias óseas que adornaban el cráneo de estos animales. Sobre todo los machos estaban armados con un par de largos caninos superiores que parecían sables. Sus antepasados y su evolución siguen siendo un misterio.

## Registro fósil
Los primeros restos fósiles fueron descubiertos en Fort Bridger, en Wyoming (Estados Unidos). Sus fósiles son los más grandes e impresionantes de los que se descubrieron en ese yacimiento, y fueron uno de los puntos centrales de la "Guerra de los Huesos" entre Othniel Charles Marsh y Edward Drinker Cope. Se han encontrado fósiles tanto en Wyoming como en Utah, cerca de los montes Uinta, de donde toma su nombre el género Uintatherium.  
Eobasileus cornutus fue la primera especie conocida del orden. Posteriormente se han hallado fósiles de especies más antiguas en Asia, Prodinoceras en Mongolia, lo que hace suponer el origen asiático del orden y su posterior evolución aislada en Norteamérica. Norteamérica y Asia estaban unidos intermitente por un puente terrestre que permitió a los dinoceratos cruzar por el estrecho de Bering.

## Relaciones filogenéticas

Cladograma que muestra las posibles relaciones filogenéticas de los eungulados, incluido el eungulado carnívoro Mesonyx.

La relación de los dinocerados con el resto de los mamíferos es discutida. 
La ausencia de ancestros pudiera deberse a que los dinocerados procedieran de una colonización temprana  de meridiungulados, Meridiungulata, "ungulados meridionales". Un clado extinto, pero muy numeroso en aquella época y con una gran diversidad de mamíferos placentarios originarios de Sudamérica, donde evolucionaron independientemente en dicha isla-continente.
Los dinocerados provenían de placentarios relativamente poco especializados, ungulados primitivos que mostraban los primeros signos de especialización hacia formas omnívoras o incluso herbívoras. Ungulados relativamente pequeños, de complexión ligera, con extremidades rectas terminadas cada una en cinco dedos, de andar  digitígrado, es decir, sobre los dedos, como en algunos mamíferos modernos como el tapir. Los dinocerados fueron un orden sino hijo, hermano de los meridiungulados, y los perisodáctilos, todos ellos con un número impar de dedos en las extremidades. Los paenungulados y su rama los embritópodos, mamíferos afroterios también con un número impar de dedos, es un grupo relacionado más distante.
Los dinocerados procedían de  los condilartros del Paleoceno. Cosa que los definiría como laurasiaterios. Los condilartros a su vez, descendían de ancestros insectívoros. 
Los condilartros son los ancestros de diversos grupos extintos de mamíferos, como los mesoniquios antepasados de los artiodáctilos, los meridiungulados y los ungulados actuales.
Pantodonta se clasificaba con los órdenes Dinocerata y Xenungulata unificados en el orden Amblypoda. Pero esta clasificación es incorrecta. Actualmente Pantodonta se clasifica como un suborden de Cimolesta.
Otra opción poco probable, es que aunque los dinocerados eran laurasiaterios, estaban relacionados con los pantodontes y tilodontes. Los pantodontes, compartían algunas características morfológicas con los dinocerados.
Los dinocerados presentan también características comunes con los xenungulados, un grupo de ungulados de América del Sur (meridiungulados). Uno de sus géneros, Carodnia, comparte muchas características de los uintaterios: tiene una constitución robusta, grandes dientes caninos y dientes posteriores con cúspides.
No obstante pueden ser rasgos de convergencia evolutiva entre órdenes lejanamente emparentados. Por tanto, se ha sugerido que los dinocerados los pantodontes y los meridiungulados compartían un antepasado común. Parece ser que este supuesto antepasado común podría ser un condilartro o estar relacionado con pequeños mamíferos asiáticos llamados anagálidos, que fueron también antepasados de los roedores y lagomorfos. 
Debido a que todavía no se ha podido extraer material genético de los fósiles de dinocerata, ya que en restos tan antiguos no se encuentra, no se han realizado los análisis moleculares de ADN para intentar comprender su filiación taxonómica exacta.

## Clasificación
Se los clasifica en una familia, Uintatheriidae, y dos subfamilias Uintatheriinae y Gobiatheriinae.
También se los clasifica en tres familias con tres géneros representativos: Uintatheriidae,  Gobiatheriidae y el género del  Paleoceno, Prodinoceras con Probathyopsis en la familia Prodinoceratidae.
- Laurasiatheria
  - Ungulatomorpha?
  - Orden Dinocerata
    - Familia Uintatheriidae
      - Subfamilia Gobiatheriinae
        - Gobiatherium

      - Subfamilia Uintatheriinae
        - Prodinoceras
        - Probathyopsis
        - Dinoceras
        - Bathyopsis
        - Uintatherium
        - Eobasileus o Uintacolotherium
        - Tetheopsis
        - Ditetradon
        - Jiaoluotherium